# Ted Kaufman
Ted Kaufman, właśc. Edward E. Kaufman (ur. 15 marca 1939 w Filadelfii) – amerykański prawnik i polityk, Senator Stanów Zjednoczonych z Delaware, wieloletni współpracownik senatora Joe Bidena.
Po wyborze 4 listopada 2008 na urząd wiceprezydenta Stanów Zjednoczonych, Joe Biden musiał zwolnić fotel senatora do dnia inauguracji (20 stycznia 2009).
Był członkiem rady doradczej zespołu przejmującego władzę w Białym Domu (Obama/Biden Transition Team) oraz współprzewodniczącym zespołu wiceprezydenta elekta. Od 1991 był wykładowcą na Uniwersytecie Duke’a i zasiadał w zarządzie radiofonii (mianowany przez prezydenta Billa Clintona).

## Odznaczenia
- Presidential Citizens Medal – 2025[1]